# Hrastovec v Slovenskih goricah
Hrastovec v Slovenskih Goricah je naselje v Občini Lenart.
Hrastovec, ki se v starih zapisih prvič omenja 1255 v nemščini kot Hage, leži na planoti nad dolino Pesnice južno od ceste Maribor - Lenart. V naselju stoji grad Hrastovec, v katerem je Zavod za duševno in živčno bolne.
Grad Hrastovec se v starih zapisih prvič omenja 1443 in spada med največje ohranjene gradove na Slovenskem. Prvotno je na mestu današnjega gradu stal manjši dvorec ob katerem so 1338 postavili kapelo sv. Ožbolta. Današnji podobi se je grad približal v 17. stoletja, ko je doživel več prezidav in v 30. letih 18. stoletja, ko so Herbersteini dali gradu obliko razkošnega baročnega dvorca s 64 sobami. Ohranila sta se tudi dva grajska ribnika: manjši tik pod gradom in večji, Komarnik, ki leži okoli 1 km vzhodno od gradu. Predvsem ta je pomemben kot življenjski prostor za vodne ptice, ki so na preletu ali na zimovanju.